# 沙罗勒
沙罗勒（法語：Charolles，法語發音：[ʃaʁɔl] ⓘ），法国中东部城市，勃艮第-弗朗什-孔泰大区索恩-卢瓦尔省的一个市镇，同时也是该省的一个副省会，下辖沙罗勒区，其市镇面积为19.98平方公里，2022年1月1日时人口数量为2,789人，在法国城市中排名第3,904位。
沙罗勒位于索恩-卢瓦尔省西南部，阿尔孔斯河畔，是一个区域性的中心城市，法国国道N79线和多条省道在此交汇。沙罗勒是其附近传统区域的首府，该地因出产夏洛莱牛而闻名。

## 地名来源

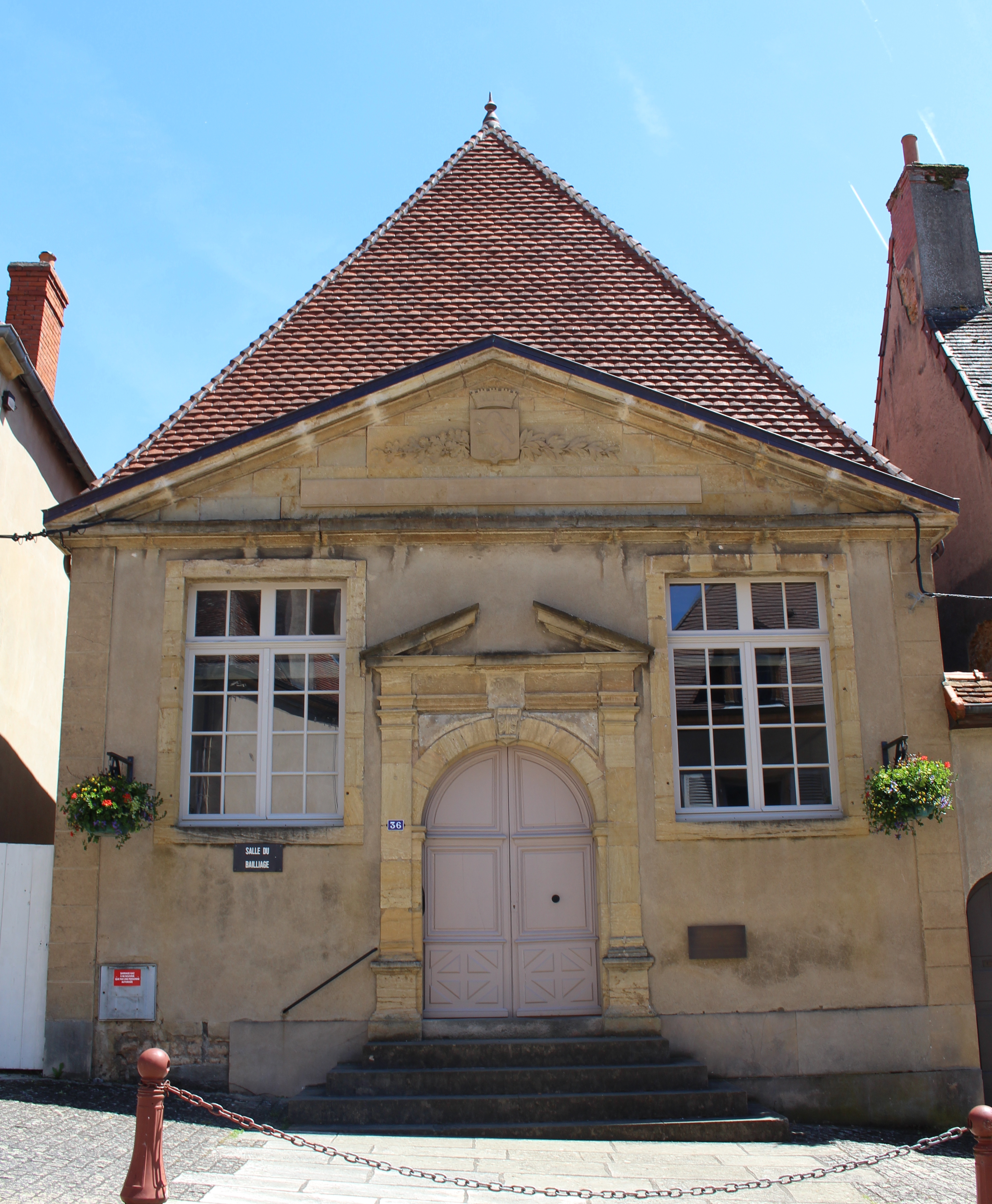
沙罗勒主政宫旧址

“Charolles”一名可能转写自凯尔特语“Kadro Igel”，意为“被水环绕的城堡”。沙罗勒附近区域名为“沙罗莱”（Charolais，意为“沙罗勒的”）。

## 历史
根据当地官方网站的论述，沙罗勒地区在史前时期即已出现人类活动。沙罗勒的早期建城史尚不清楚，中世纪时当地曾长期被勃艮第人占领，后几经转手成为沙隆伯国的一部分。1272年，沙罗勒女伯爵贝亚特丽丝与路易九世的小儿子罗贝尔·德·克莱蒙联姻，由此建立了沙罗勒伯国。1301年，罗贝尔为沙罗勒颁布了市镇宪章。1390年，勃艮第国王菲利普二世购下了沙罗勒伯国，使其成为勃艮第公国的一部分。英法百年战争结束后，勃艮第公国的大部分区域被并入法兰西王国，沙罗勒却被单独划出，被哈布斯堡家族继承，成为神圣罗马帝国的一部分。此后，随着费利佩一世和胡安娜的联姻，沙罗勒成为西班牙王室的土地。17世纪末西班牙王位继承战争爆发后，西班牙哈布斯堡家族陷入财政危机，被迫于1684年将沙罗勒转卖给了法兰西王国。1761年，沙罗勒被法兰西皇室购买，成为王国直属土地。法国大革命后，沙罗勒成为索恩-卢瓦尔省的一个市镇，并成为该省的一个地区行署，自1801年起改制为副省会。19世纪中期，沙罗勒一度因瓷画工艺而兴盛。1869年，途径沙罗勒的穆兰—马孔铁路建成通车。1896年，圣桑福里安莱沙罗勒（Saint-Symphorien-lès-Charolles）整体并入沙罗勒市镇管辖范围。1939年，穆兰—马孔铁路沙罗勒附近的路段停止客运服务，该路段于1987年彻底关闭，此后，与之平行的法国国道N79线陆续得到加宽改造。

## 地理

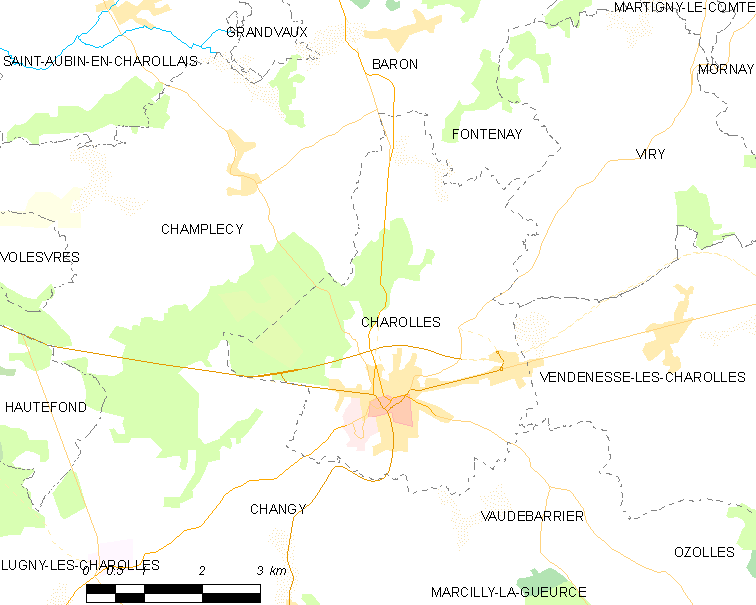
沙罗勒市镇范围地图

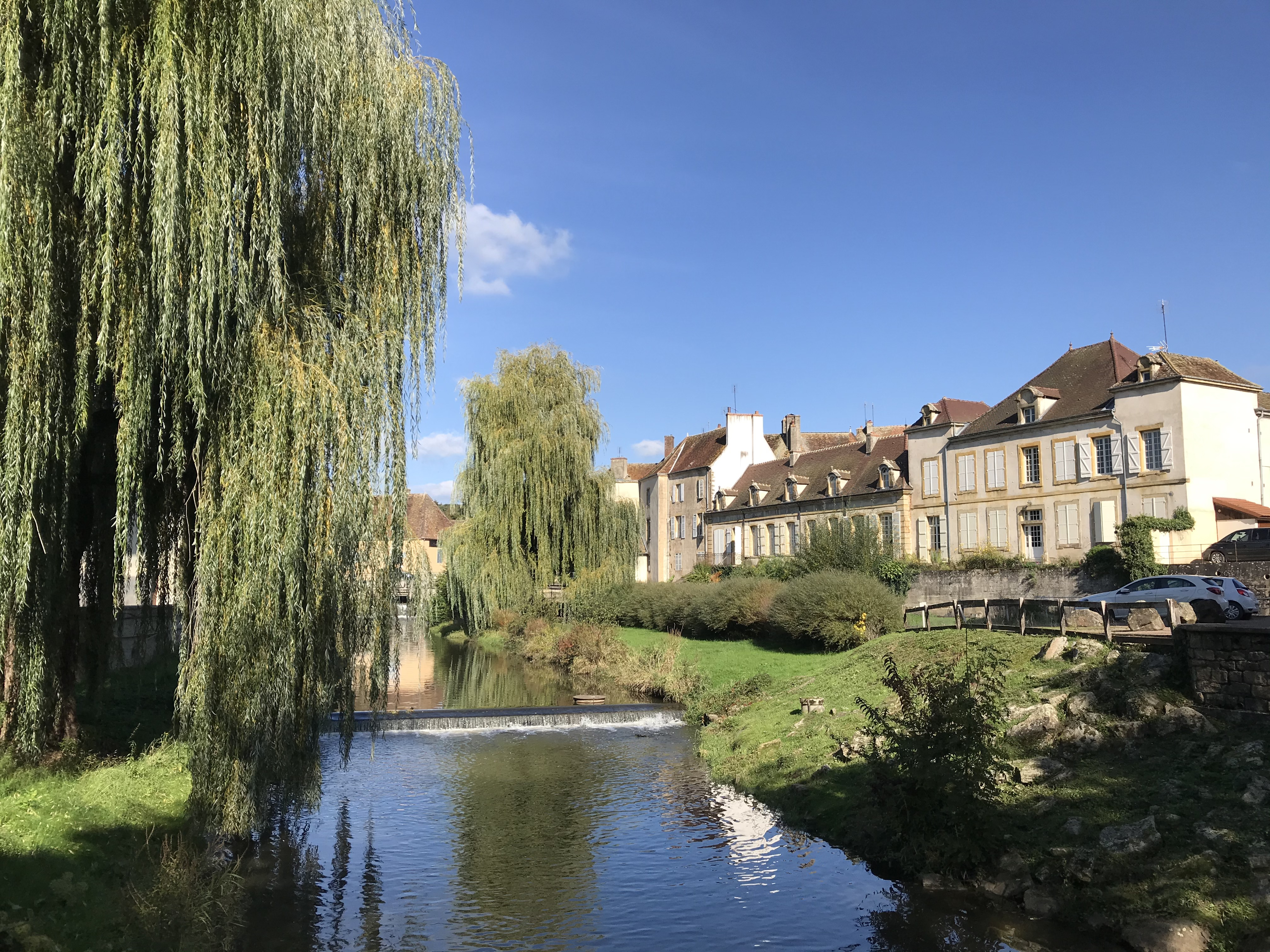
阿尔孔斯河畔的沙罗勒

沙罗勒位于法国中东部，勃艮第-弗朗什-孔泰大区南部和索恩-卢瓦尔省西南部，距离省会马孔大约58公里。与沙罗勒接壤的市镇包括：巴龙、丰特奈、维里、尚普勒西、尚日、旺德内斯莱沙罗勒、马尔西伊拉格尔斯和沃德巴里耶。

### 地形
沙罗勒位于法国中央高原东北部，境内以平原和浅丘为主，市镇中心地势较为平坦，地形自河谷地区向两侧有所抬升，全境海拔在272到355米之间。

### 水文
沙罗勒位于卢瓦尔河流域范围内，阿尔孔斯河自东北向西南流经镇中心，其左岸支流瑟芒斯河在此与其交汇。

### 植被
沙罗勒属于温带阔叶混交林区，市区内的主要绿地公园包括市府公园（Parc de l'Hôtel de ville）、圣尼古拉草地（Pré Saint Nicolas）等，均常年免费向公众开放。
在鲜花城市的评比中，沙罗勒被评为3星级鲜花城市。

### 气候
沙罗勒在柯本气候分类法中属于带有大陆性特征的温带海洋性气候。
沙罗勒境内设有气象站，以下为该气象站的数据（其中日照数据取自帕赖勒莫尼亚勒气象站）：
| 沙罗勒1981年－2019年 | 沙罗勒1981年－2019年 | 沙罗勒1981年－2019年 | 沙罗勒1981年－2019年 | 沙罗勒1981年－2019年 | 沙罗勒1981年－2019年 | 沙罗勒1981年－2019年 | 沙罗勒1981年－2019年 | 沙罗勒1981年－2019年 | 沙罗勒1981年－2019年 | 沙罗勒1981年－2019年 | 沙罗勒1981年－2019年 | 沙罗勒1981年－2019年 | 沙罗勒1981年－2019年 |
| 月份                 | 1月                  | 2月                  | 3月                  | 4月                  | 5月                  | 6月                  | 7月                  | 8月                  | 9月                  | 10月                 | 11月                 | 12月                 | 全年                 |
| -------------------- | -------------------- | -------------------- | -------------------- | -------------------- | -------------------- | -------------------- | -------------------- | -------------------- | -------------------- | -------------------- | -------------------- | -------------------- | -------------------- |
| 历史最高温 °C（°F）  | 17 (63)              | 22 (72)              | 27 (81)              | 29.7 (85.5)          | 35.2 (95.4)          | 38.2 (100.8)         | 42 (108)             | 40.5 (104.9)         | 36 (97)              | 29.3 (84.7)          | 23.5 (74.3)          | 20.5 (68.9)          | 42 (108)             |
| 平均高温 °C（°F）    | 6.2 (43.2)           | 7.9 (46.2)           | 12.3 (54.1)          | 15.8 (60.4)          | 20.2 (68.4)          | 23.8 (74.8)          | 26.8 (80.2)          | 26.2 (79.2)          | 21.8 (71.2)          | 16.8 (62.2)          | 10.3 (50.5)          | 6.7 (44.1)           | 16.2 (61.2)          |
| 日均气温 °C（°F）    | 2.6 (36.7)           | 3.5 (38.3)           | 6.9 (44.4)           | 9.7 (49.5)           | 14 (57)              | 17.4 (63.3)          | 19.9 (67.8)          | 19.4 (66.9)          | 15.5 (59.9)          | 11.7 (53.1)          | 6.3 (43.3)           | 3.4 (38.1)           | 10.9 (51.6)          |
| 平均低温 °C（°F）    | −0.9 (30.4)          | −0.9 (30.4)          | 1.4 (34.5)           | 3.6 (38.5)           | 7.7 (45.9)           | 10.9 (51.6)          | 13 (55)              | 12.5 (54.5)          | 9.1 (48.4)           | 6.7 (44.1)           | 2.2 (36.0)           | 0 (32)               | 5.4 (41.7)           |
| 历史最低温 °C（°F）  | −24 (−11)            | −28 (−18)            | −15.7 (3.7)          | −9 (16)              | −4 (25)              | 0 (32)               | 2 (36)               | 1 (34)               | −4 (25)              | −9.5 (14.9)          | −13 (9)              | −19.1 (−2.4)         | −28 (−18)            |
| 平均降水量 mm（）    | 73.7 (2.90)          | 63.2 (2.49)          | 63.3 (2.49)          | 73.4 (2.89)          | 97.7 (3.85)          | 84.3 (3.32)          | 76.2 (3.00)          | 71.6 (2.82)          | 80.6 (3.17)          | 86.4 (3.40)          | 87.6 (3.45)          | 80.7 (3.18)          | 938.7 (36.96)        |
| 月均日照時數         | 62                   | 78.3                 | 147.3                | 150.7                | 173.4                | 218.9                | 226.6                | 199.6                | 150.6                | 113.1                | 65                   | 44.9                 | 1,630.4              |
| 来源：infoclimat.fr  |                      |                      |                      |                      |                      |                      |                      |                      |                      |                      |                      |                      |                      |

## 行政区划
沙罗勒的市镇编号为71106，邮政编号为71120。
在行政管理方面，沙罗勒隶属于法国勃艮第-弗朗什-孔泰大区索恩-卢瓦尔省，同时也是该省的一个副省会，下辖沙罗勒区；在地方选举方面，沙罗勒是沙罗勒县的中央投票站所在地，其市镇范围全境被划入索恩-卢瓦尔省第二选区；在社会管理方面，沙罗勒是大沙罗勒地区市镇公共社区的组成部分。
截至2023年6月，沙罗勒市镇范围内暂无任何城市敏感街区及城市政策优先街区。
法国国家统计与经济研究所（简称）在进行数据统计时，将沙罗勒单独设为沙罗勒城市核心区（Unité urbaine de Charolles），并将包括核心区在内的周边共两个市镇划为沙罗勒城市区（Aire urbaine de Charolles）。自2020年起，沙罗勒城市区被包含12个市镇的沙罗勒城市辐射区代替。此外，还将沙罗勒市镇整体看作一个“块区”（IRIS），以便于统计人口分布情况。

## 交通

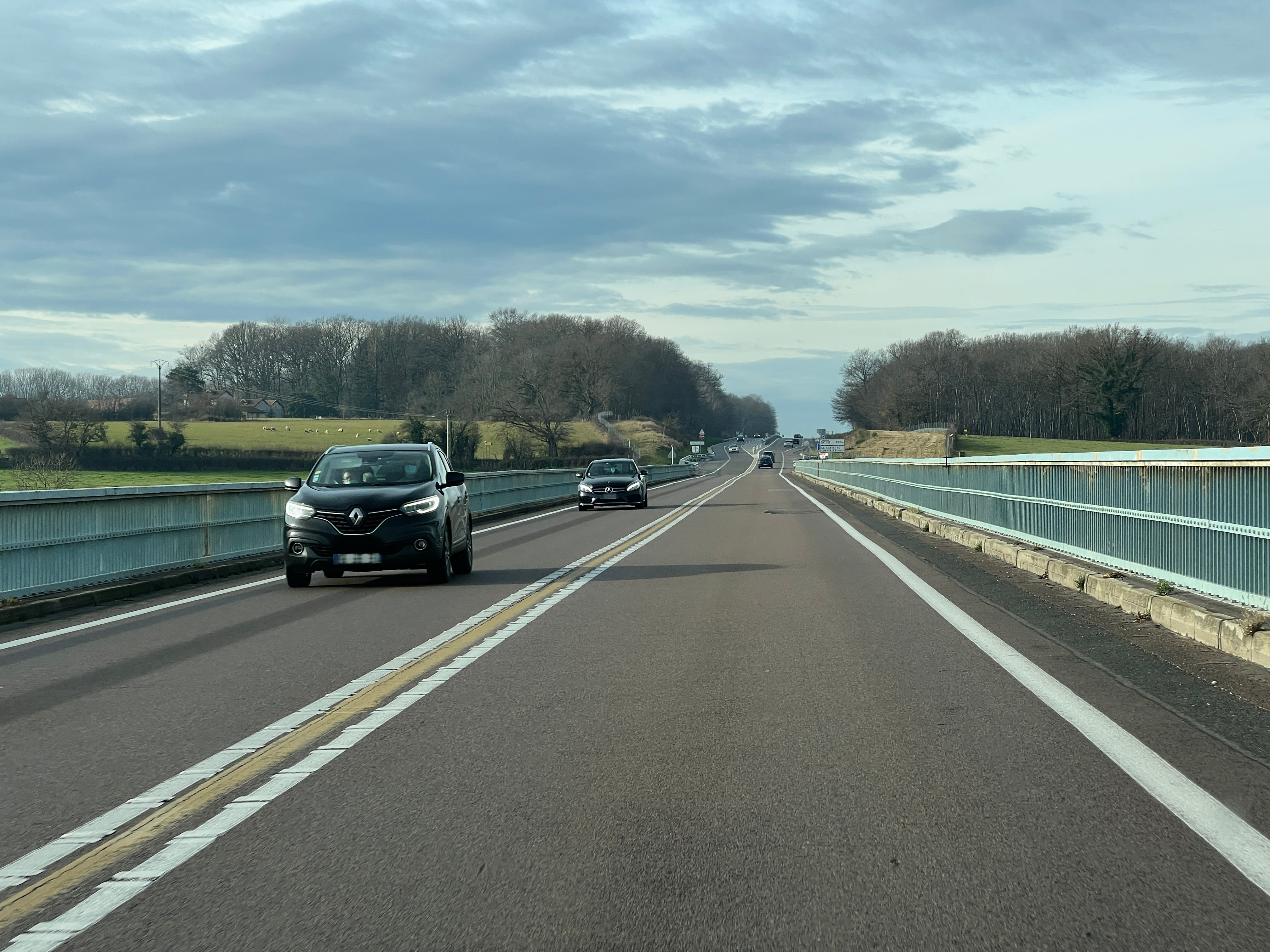
法国国道N79线沙罗勒高架桥桥面

### 公路
法国国道N79线和多条索恩-卢瓦尔省省道在沙罗勒境内交汇。勃艮第-弗朗什-孔泰大区下属的LR709线城际客运巴士线路途径沙罗勒，该线路可前往克吕尼、迪关和帕赖勒莫尼亚勒。
| 付费 | 24 |

| 马孔 | 58 |

| 克吕尼 | 38 |

| 帕赖勒莫尼亚勒 | 15 |

2019年，65.5%的沙罗勒家庭拥有至少一辆私人汽车。2019年，沙罗勒境内共发生各类交通事故2起，造成3人受伤。

### 铁路
沙罗勒位于穆兰—马孔铁路上，该铁路帕赖勒莫尼亚勒以东的路段已于20世纪中后期陆续关闭。
距离沙罗勒最近的运营中的客运铁路车站为14公里外的帕赖勒莫尼亚勒站，该站停靠前往蒙沙南、穆兰和里昂三个方向的区域列车。

### 航空
沙罗勒距离多勒-塔沃机场和里昂圣埃克絮佩里机场的公路里程分别约134公里和138公里。

### 城市公共交通
截至2023年6月，沙罗勒暂无城市公共交通系统。

## 政治

### 市政内阁

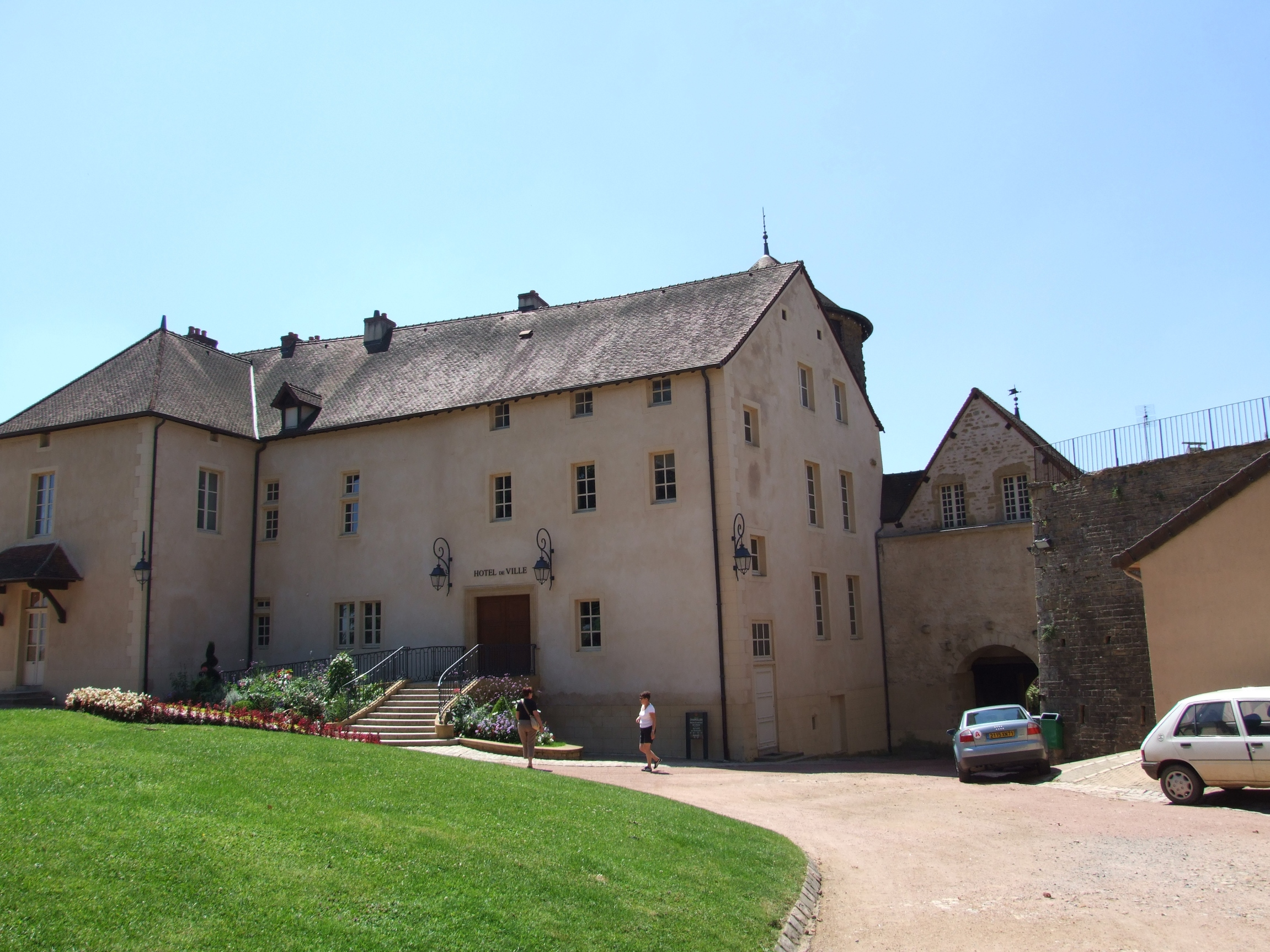
沙罗勒市政厅

沙罗勒的现任市长为皮埃尔·贝尔捷先生（Pierre BERTHIER），他是一名右翼无党派人士，在2020年的市政选举中获得了67.74%的支持率。
| 沙罗勒历届市长 | 沙罗勒历届市长                  | 沙罗勒历届市长                     |
| 任期           | 市长                            | 党派                               |
| -------------- | ------------------------------- | ---------------------------------- |
| 1945年－1971年 | Francis MARGEAT 弗朗西斯·马尔雅 | RPF法国人民联盟 →DVD右翼无党派人士 |
| 1971年－2014年 | Jean DREVON 让·德勒翁           | RPR保衛共和聯盟 →UMP人民运动联盟   |
| 2014年－       | Pierre BERTHIER 皮埃尔·贝尔捷   | DVD右翼无党派人士                  |

### 各级选举
| 沙罗勒历届投票选举结果 | 沙罗勒历届投票选举结果 | 沙罗勒历届投票选举结果 | 沙罗勒历届投票选举结果 | 沙罗勒历届投票选举结果          | 沙罗勒历届投票选举结果 | 沙罗勒历届投票选举结果 | 沙罗勒历届投票选举结果 | 沙罗勒历届投票选举结果 | 沙罗勒历届投票选举结果 |
| 选举项目               | 选举范围               | 选区单位               | 选区单位内的选举结果   | 选区单位内的选举结果            | 选区单位内的选举结果   | 选区单位内的选举结果   | 选区单位内的选举结果   | 选区单位内的选举结果   | 参考资料               |
| 选举项目               | 选举范围               | 选区单位               | 第一轮胜出者           | 第一轮胜出者                    | 支持率                 | 第二轮胜出者           | 第二轮胜出者           | 支持率                 | 参考资料               |
| ---------------------- | ---------------------- | ---------------------- | ---------------------- | ------------------------------- | ---------------------- | ---------------------- | ---------------------- | ---------------------- | ---------------------- |
| 2017年法國總統選舉     | 法國                   | 市镇                   |                        | 弗朗索瓦·菲永                   | 26.77%                 |                        | 埃马纽埃尔·马克龙      | 70.51%                 | [ 25 ]                 |
| 2017年法国立法选举     | 索恩-卢瓦尔省第二选区  | 市镇                   |                        | 若西亚娜·科尔纳卢               | 32.57%                 |                        | 若西亚娜·科尔纳卢      | 56.47%                 | [ 25 ]                 |
| 2019年欧洲议会选举     | 法國                   | 市镇                   |                        | 娜塔莉·卢瓦索                   | 26.86%                 | （不适用）             | （不适用）             | （不适用）             | [ 27 ]                 |
| 2021年法国省级选举     | 索恩-卢瓦尔省          | 县                     |                        | 皮埃尔·贝尔捷 若西亚娜·科尔纳卢 | 84.25%                 | （不适用）             | （不适用）             | （不适用）             | [ 28 ]                 |
| 2021年法国省级选举     | 索恩-卢瓦尔省          | 市镇                   |                        | 皮埃尔·贝尔捷 若西亚娜·科尔纳卢 | 86.9%                  | （不适用）             | （不适用）             | （不适用）             | [ 28 ]                 |
| 2021年法国大区选举     |                        | 市镇                   |                        | 吉勒·普拉特雷                   | 41.76%                 |                        | 吉勒·普拉特雷          | 43.12%                 | [ 29 ]                 |
| 2022年法国总统选举     | 法國                   | 市镇                   |                        | 埃马纽埃尔·马克龙               | 31.63%                 |                        | 埃马纽埃尔·马克龙      | 60.46%                 | [ 25 ]                 |
| 2022年法国立法选举     | 索恩-卢瓦尔省第二选区  | 市镇                   |                        | 若西亚娜·科尔纳卢               | 46.4%                  |                        | 若西亚娜·科尔纳卢      | 67.92%                 | [ 25 ]                 |

## 人口
2020年，沙罗勒市镇人口数量为2,849，在法国排名第3,904位。其中男性1,316人，女性1,572人，75岁及以上人口占15.9%，外籍人口数量为70人，人口密度为143人/平方公里，当地居民被称为（男性）或（女性）。2020年，沙罗勒境内出生12人，死亡人口45人。
| 沙罗勒1901年－2020年人口变化情况 |
|                                  |
| 数据来源：Cassini、INSEE         |

## 经济

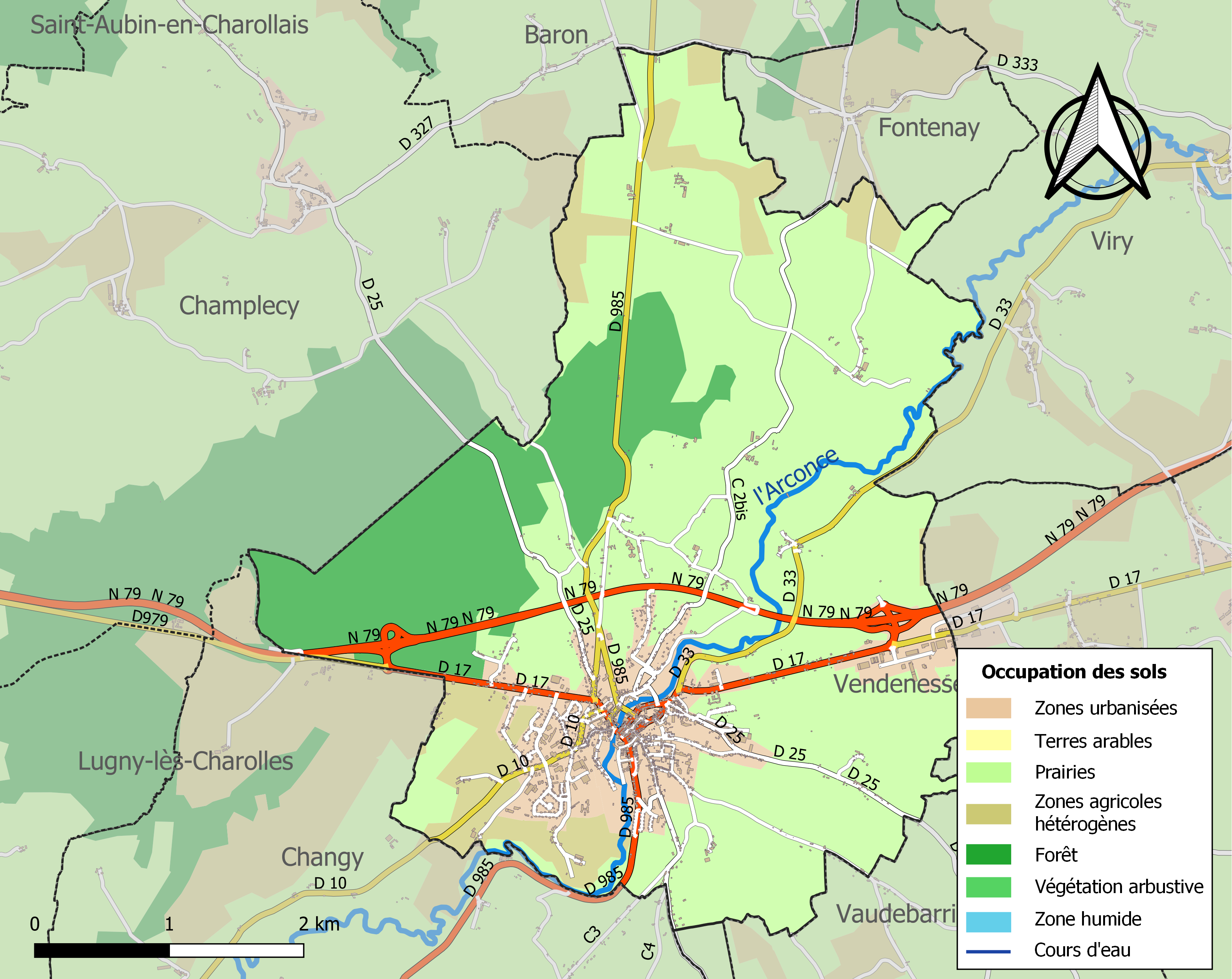
沙罗勒土地利用情况地图

沙罗勒是一个区域性的中心城市。截至2023年6月，沙罗勒市镇范围内共有各类用人单位（包含自雇）577家，平均历史为20年，其中99.04%为中小型企业（PME），2023年4月至6月间，当地的经济活力指数为0。（电气安装）、（林木加工）及（饲料生产）是当地2021年营业额最高的三个企业，分别为19,588,480欧元、16,232,353欧元和10,956,633欧元。

## 财政与居民收入
2021年，沙罗勒的财政收入总额为3,878,320欧元，财政支出总额为3,351,740欧元，当年的债务总额为2,754,180欧元。2021年，沙罗勒市镇通过增值税获得150,870欧元的收入，此外当地还共获得了425,000欧元的国家直接财政补助。
2020年，沙罗勒的人均月收入总额为1,969欧元，其中高级职员为3,509欧元，低于法国平均水平（4,230欧元）；中级职员为2,363欧元，低于法国平均水平（2,411欧元）；普通职员为1,588欧元，亦低于法国平均水平（1,740欧元）。
2019年，沙罗勒境内的贫困率为15%，青壮年（15至64岁）失业率为12.0%；当地42.6%的家庭拥有纳税资格，平均纳税2,215欧元，低于法国平均水平（3,910欧元）。

## 社会事务

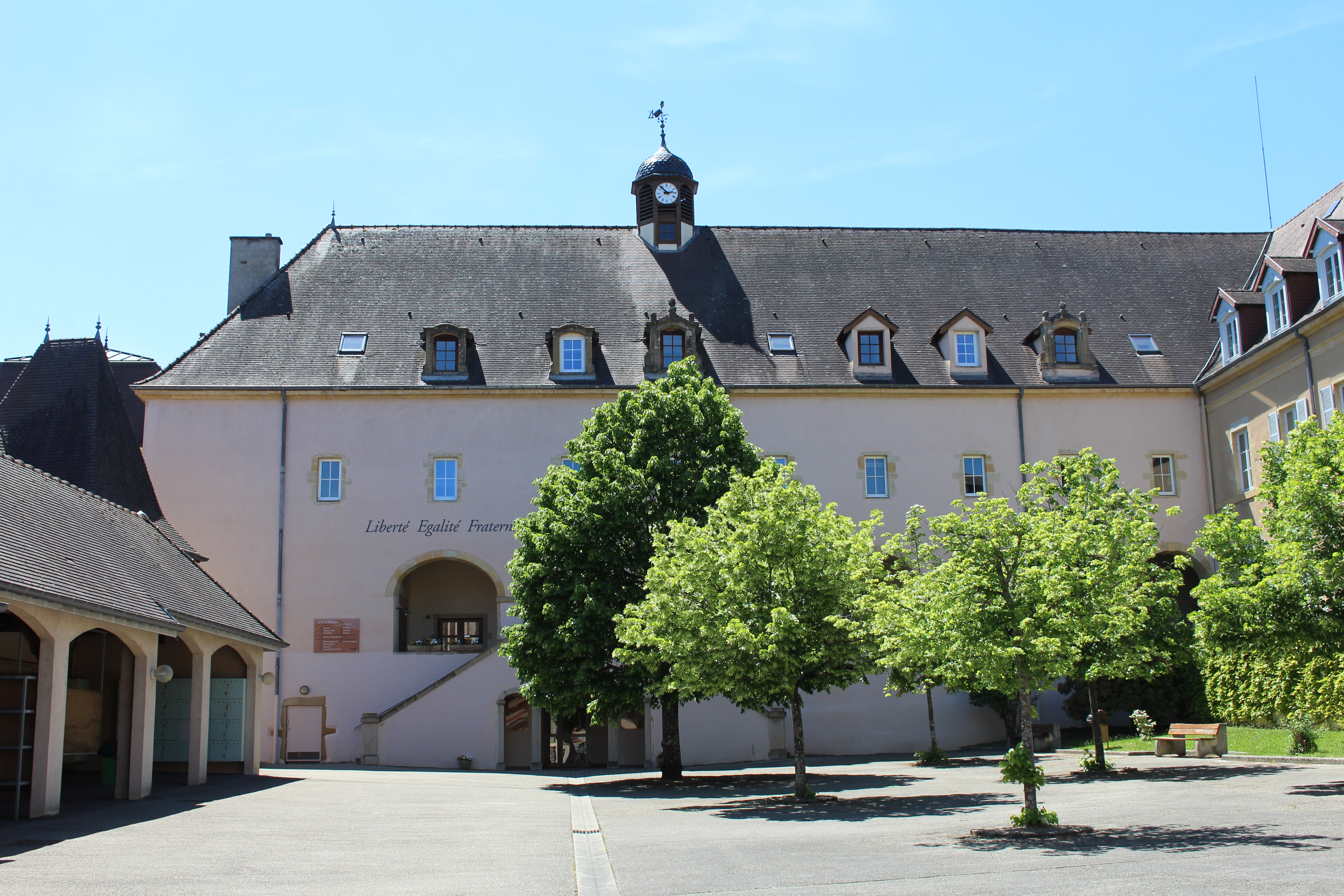
朱利安·维特梅尔高级中学

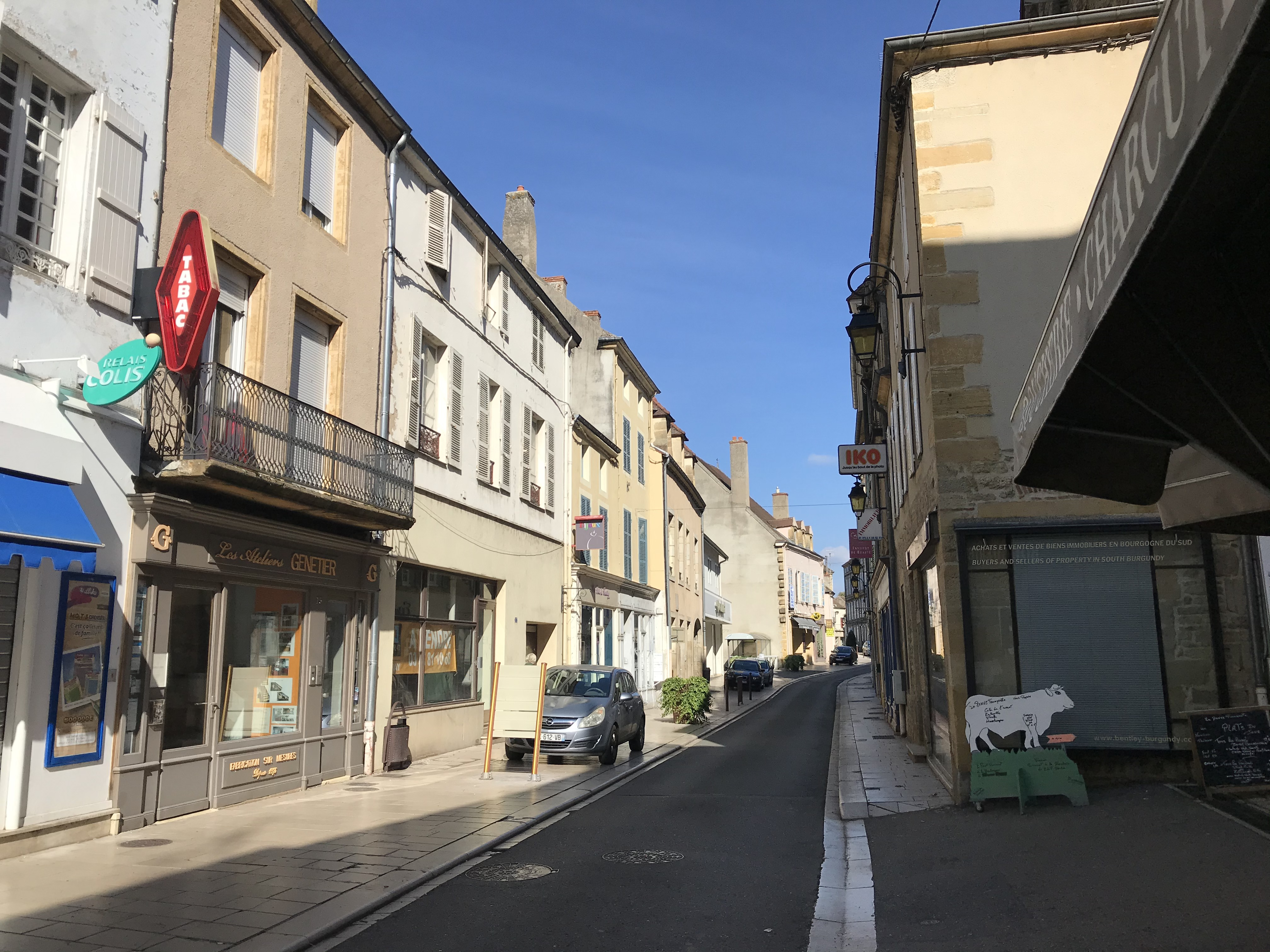
勒克莱尔将军街

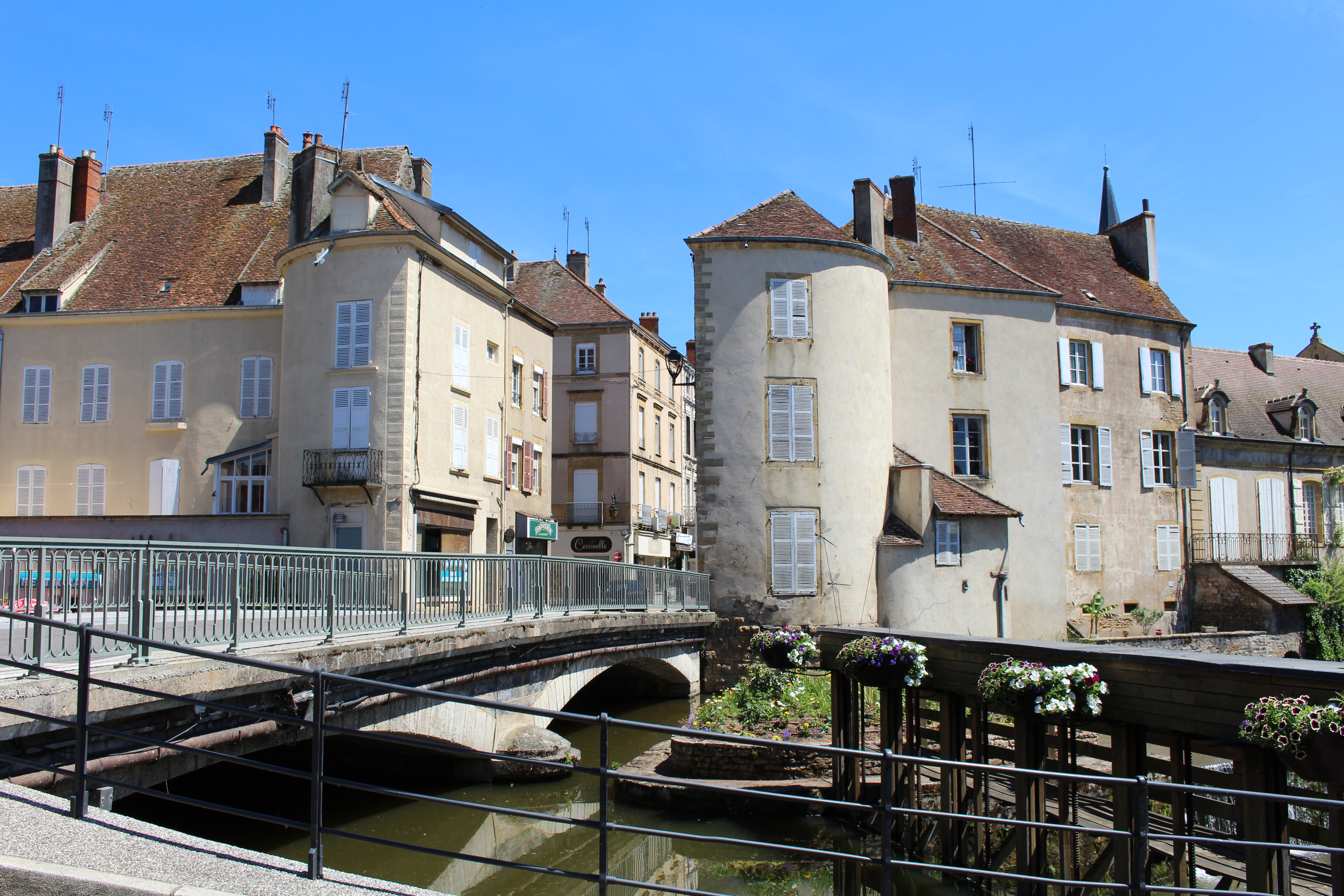
尚帕尼街

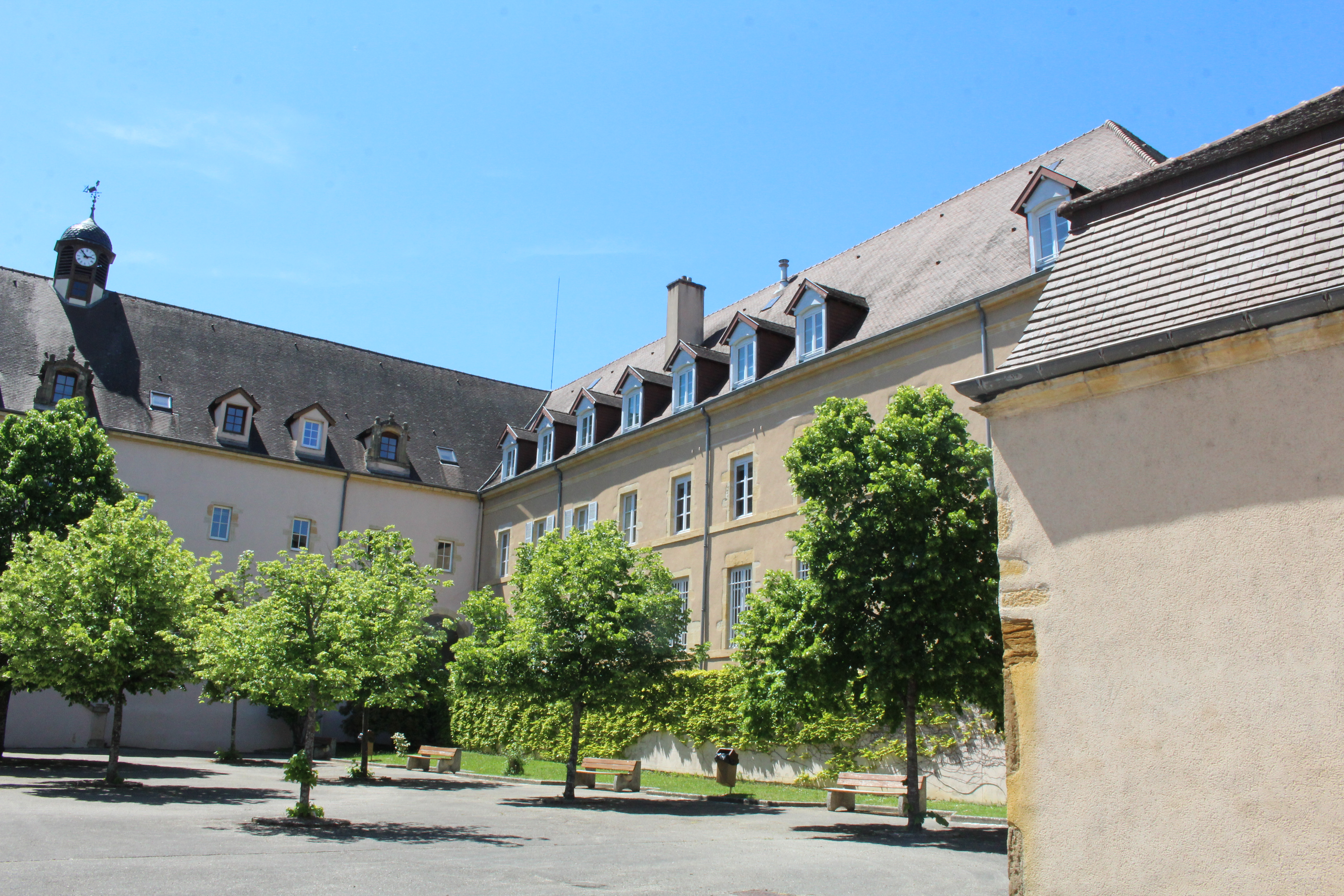
司法宫广场

### 教育
沙罗勒属于第戎学区。截至2021年1月1日，沙罗勒境内共有2所小学、1所初级中学、1所普通高中和1所农业高中。2021至2022学年度，沙罗勒境内共有在校中等教育阶段学生1,176名。

### 医疗
截至2021年1月1日，沙罗勒境内共有全科医生7名、保健师4名、牙医7名、护士9名和助产士1名。境内共有药房2家、残疾人帮扶中心1家。
距离沙罗勒最近的区域性医疗机构为沙罗勒-布里奥奈地区市际中心医院（Centre Hospitalier intercommunal du Pays Charolais Brionnais），其主病区位于帕赖勒莫尼亚勒，距离沙罗勒市区的正常车程大约16分钟，该院设有床位250个，是当地规模最大的公立综合性医院。

### 住房
2019年，沙罗勒境内共有各类住房1,784套，其中57.0%为独立式居民区，42.8%为集中式居民区。常住房屋占沙罗勒市镇范围内居民建筑总量的78.3%。
在住房保障政策方面，2021年，沙罗勒境内共有409户家庭获得了住房经济补助，受益人数占总人口数量的14.4%，其中404份为房租补助。

### 商业
2021年，沙罗勒境内共有各类实体商铺87家，其中餐厅6家、大型超市3家、杂货店1家、面包房6家、肉铺2家、书店2家、银行门店4家、美容美发店8家、汽车维修店7家。镇中心建有Aldi和家乐福超市，市区西部则建有Intermarché购物中心。

### 体育
2021年，沙罗勒境内共有1家游泳池、2处网球场、1处马术场、2处足球或橄榄球场以及2处篮球或排球场。
截至2023年6月，沙罗勒体育联盟（Union Sportive de Charolles，编号529473）是沙罗勒境内唯一的一家注册足球俱乐部，该俱乐部成立于1908年，其主队2022至2023赛季参加索恩-卢瓦尔省足球联赛乙组（法国第十级别），其主场为市政球场（Stade Municipal）。

### 环境
沙罗勒的环境事务由其所属的大沙罗勒地区市镇公共社区联合各级政府协调负责。2021年，沙罗勒境内暂无污染企业。

### 治安
2021年，沙罗勒市镇范围内有1处宪兵队。
沙罗勒国家宪兵队（zone gendarmerie de Charolles）的管辖范围共包括132个市镇。2020年，该宪兵队累计记录各类案件2,148起，其中盗窃类案件1,021起，经济类案件409起，毒品交易类案件95起。

## 文化
2021年，沙罗勒境内共有1家电影院和2家博物馆。沙罗勒境内建有热尔曼娜·蒂永多媒体中心（Médiathèque Germaine Tillion），每周二、三、五、六向公众开放。

### 建筑
沙罗勒境内有多处历史建筑，其中法国国家文物保护单位包括圣玛丽-玛德莲修道院、教会宫、宝藏塔等，圣心教堂（Église du Sacré-Cœur de Charolles）则是当地的地标性建筑物。

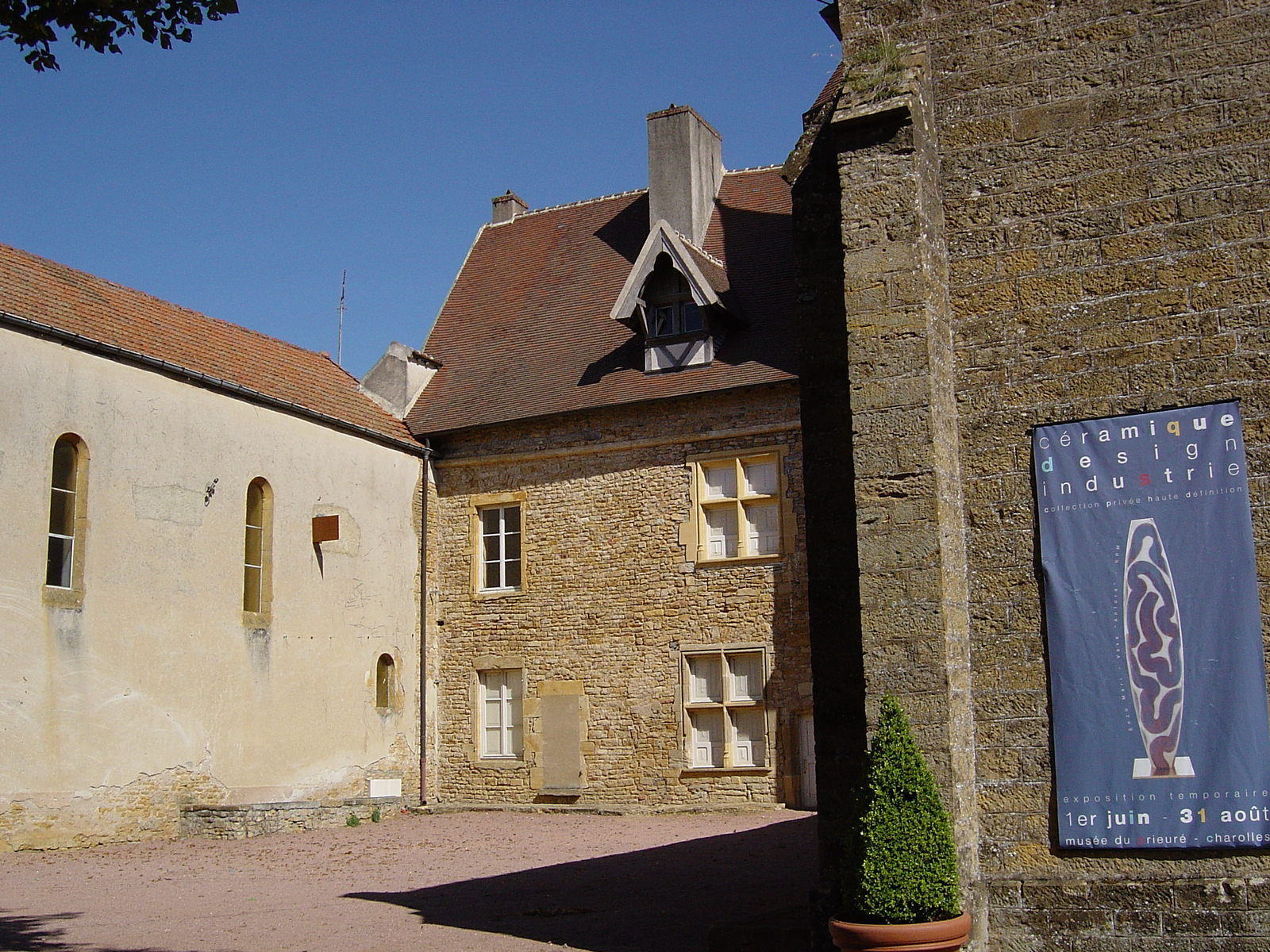
圣玛丽-玛德莲修道院（法语：Prieuré Sainte-Marie-Madeleine de Charolles）
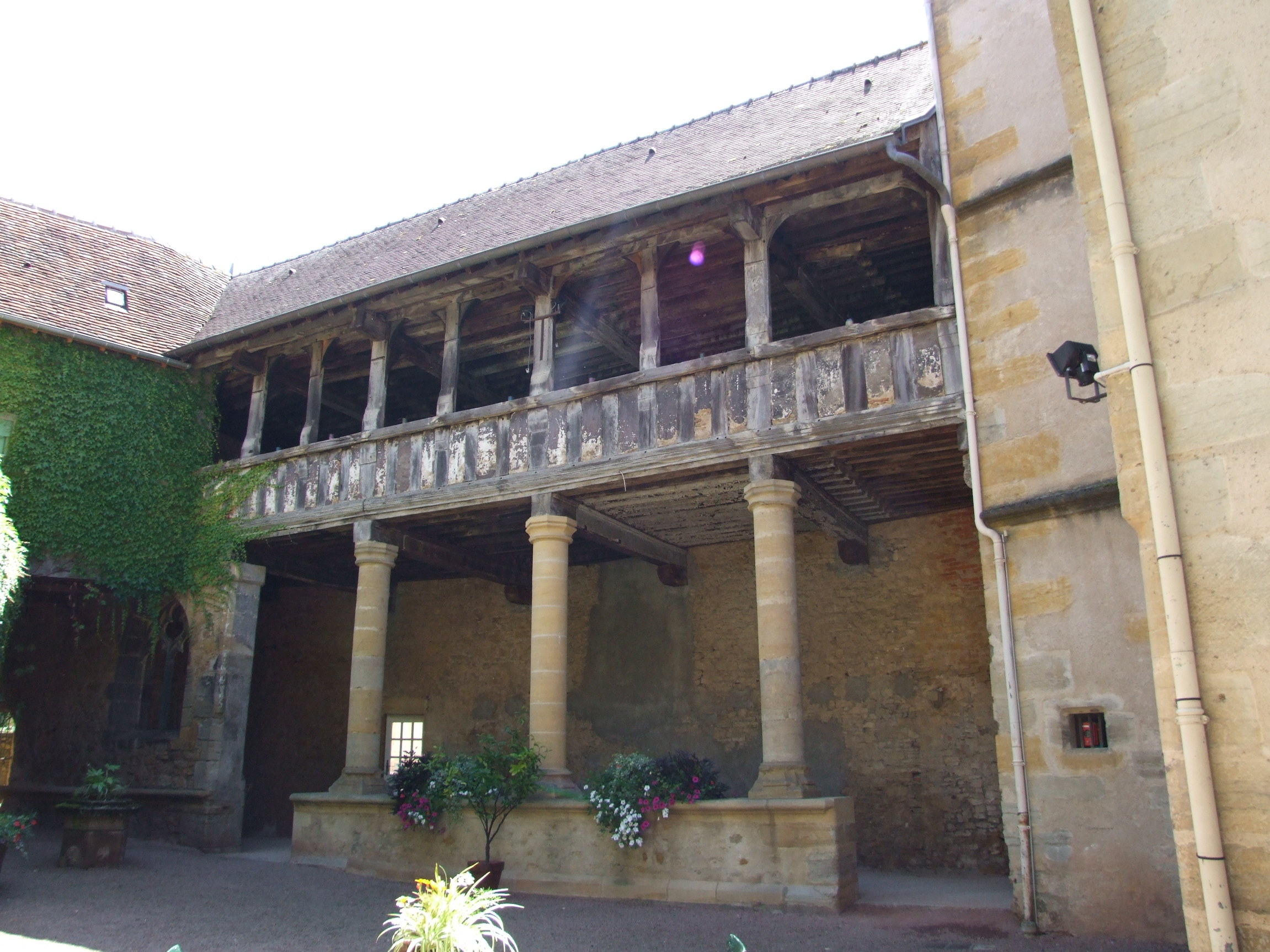
教会宫（法语：Couvent des Ursulines de Charolles）
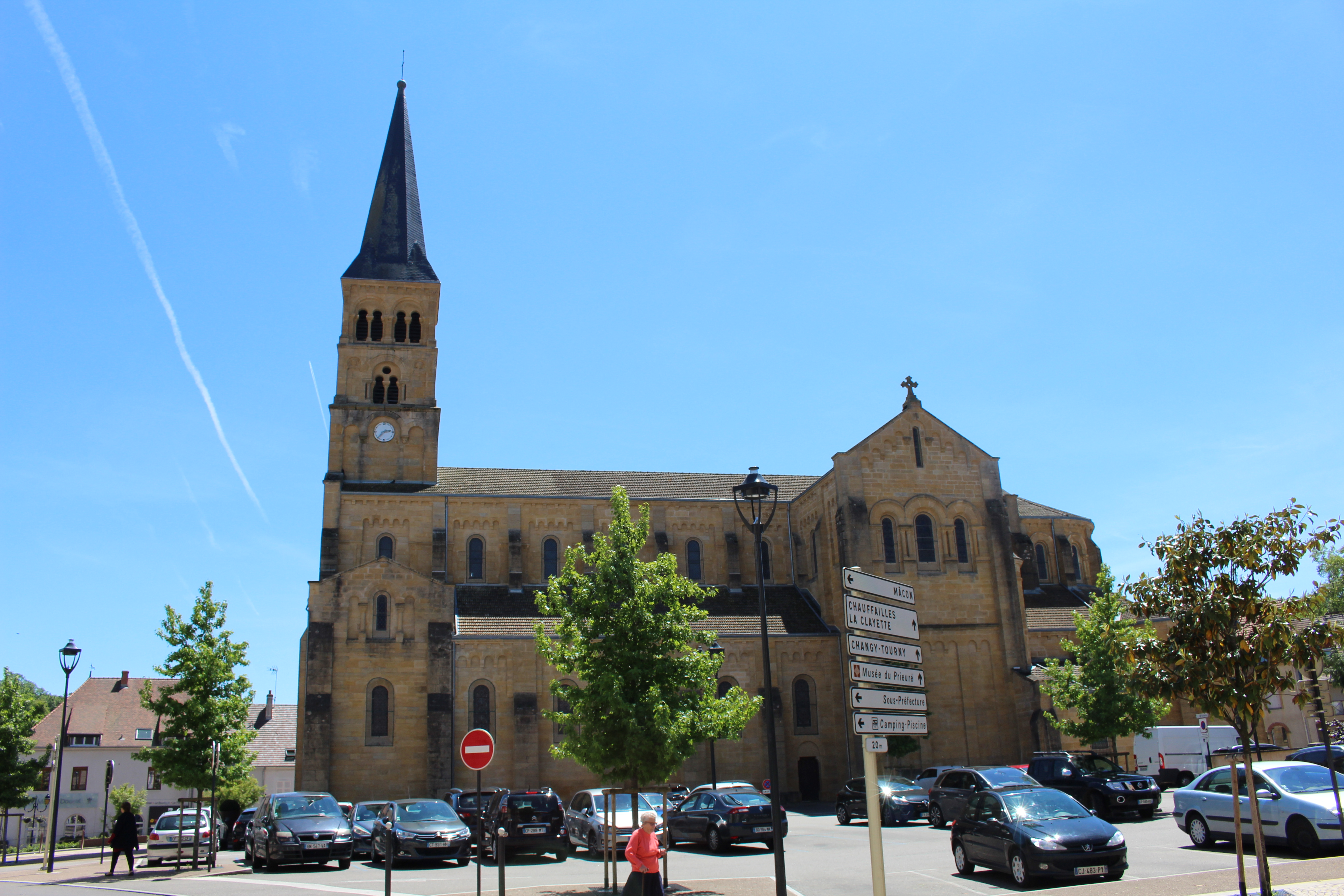
圣心教堂
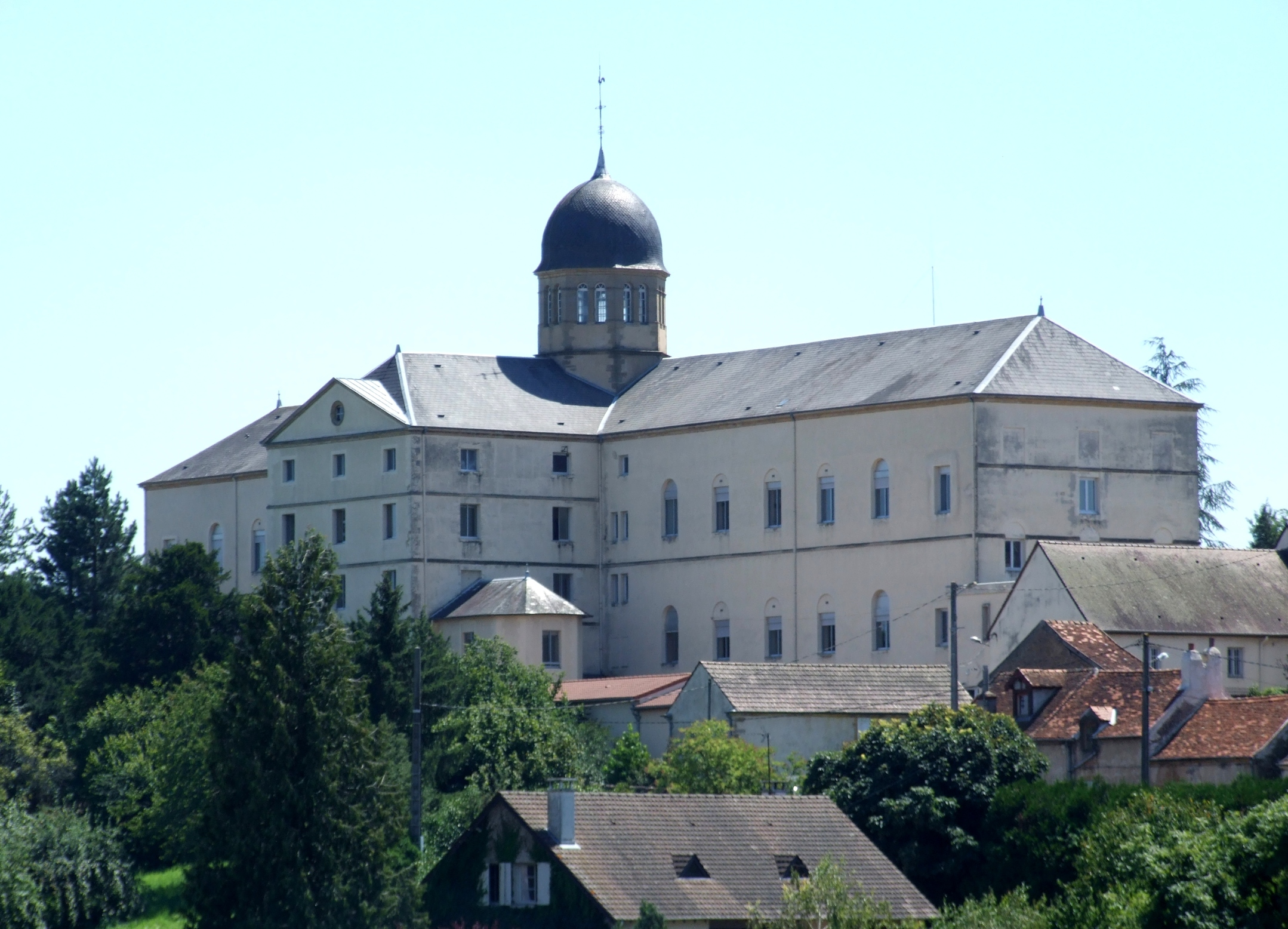
神学院
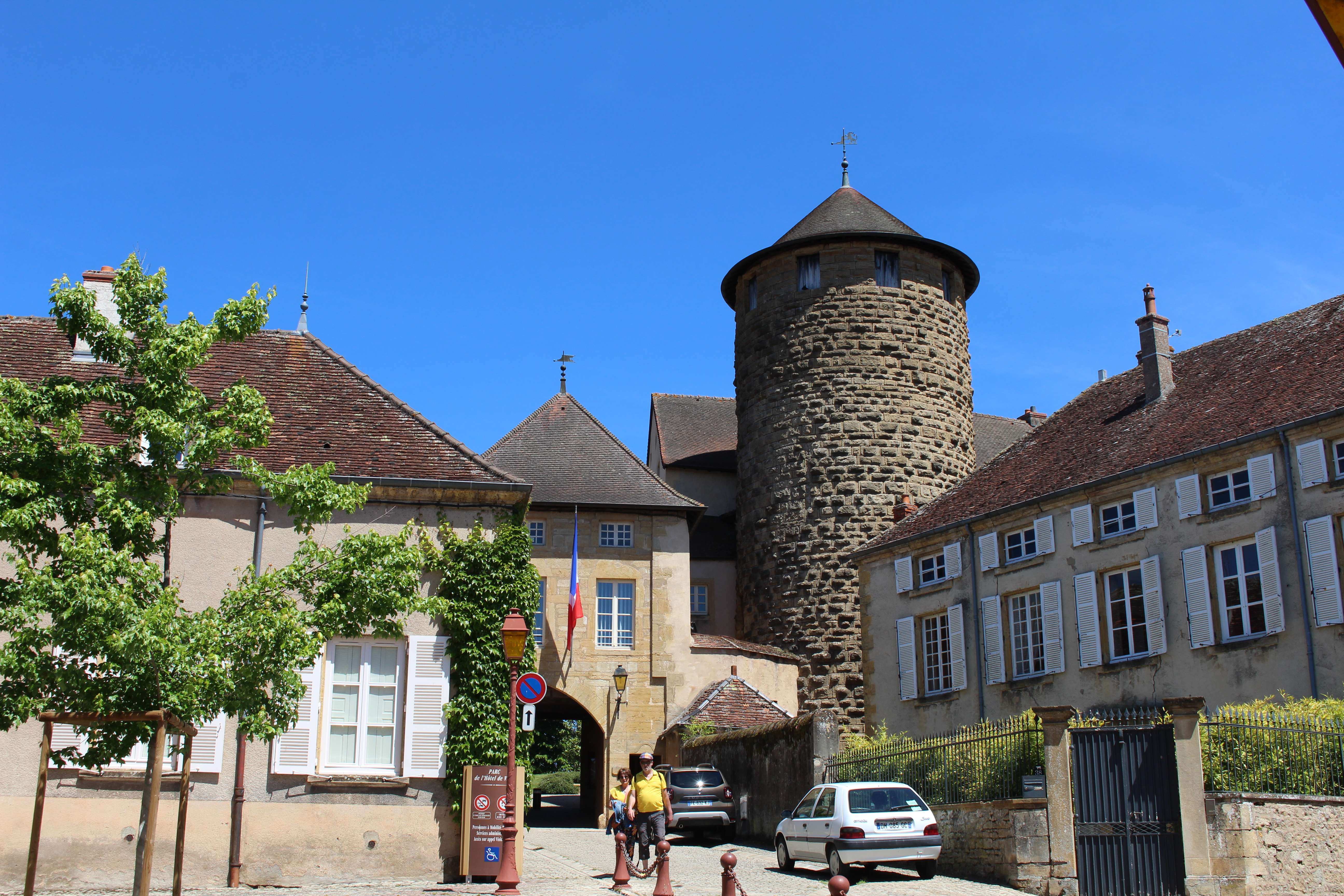
宝藏塔（法语：Tour à diamant (Charolles)）
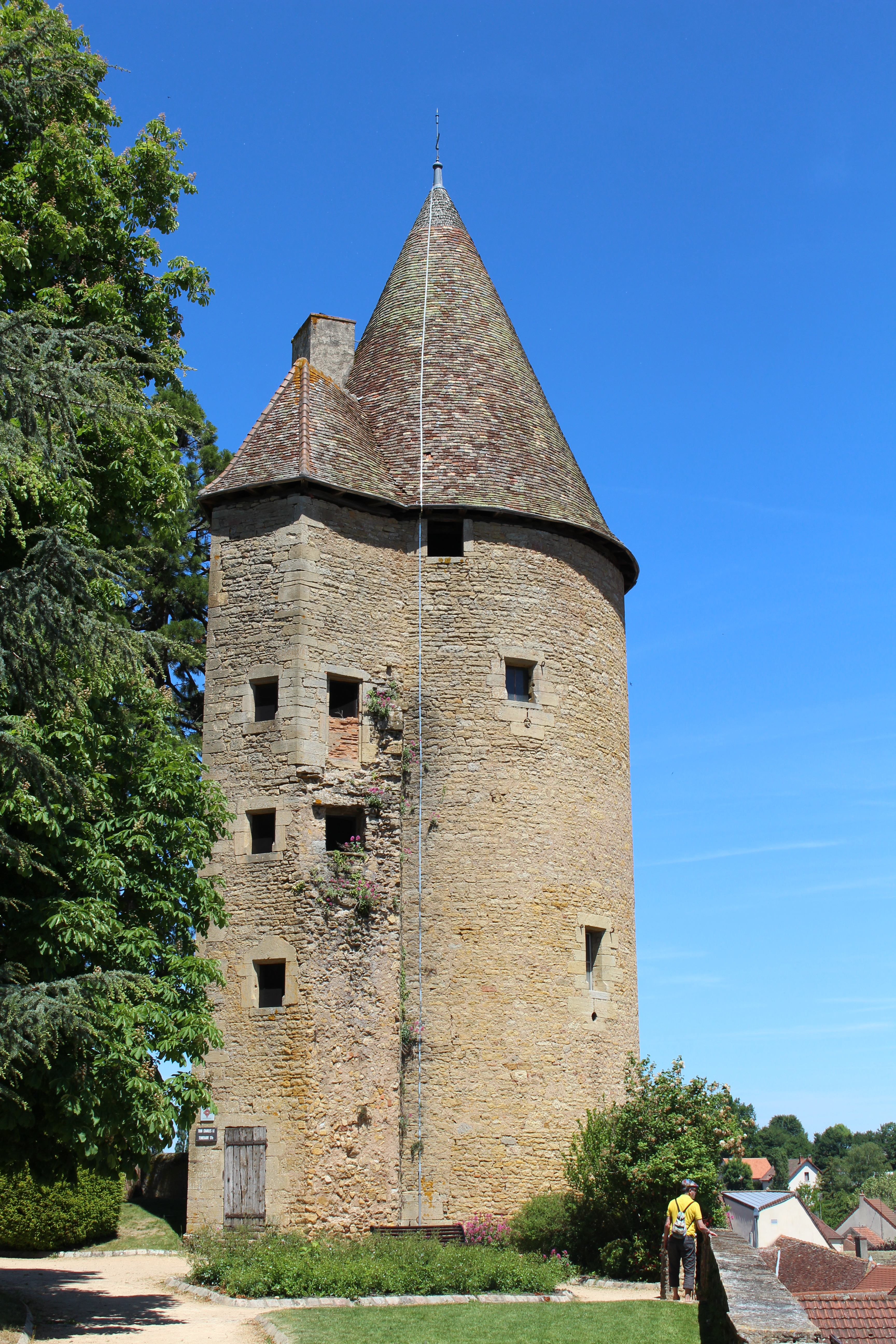
查理塔（法语：Château de Charles-le-Téméraire）
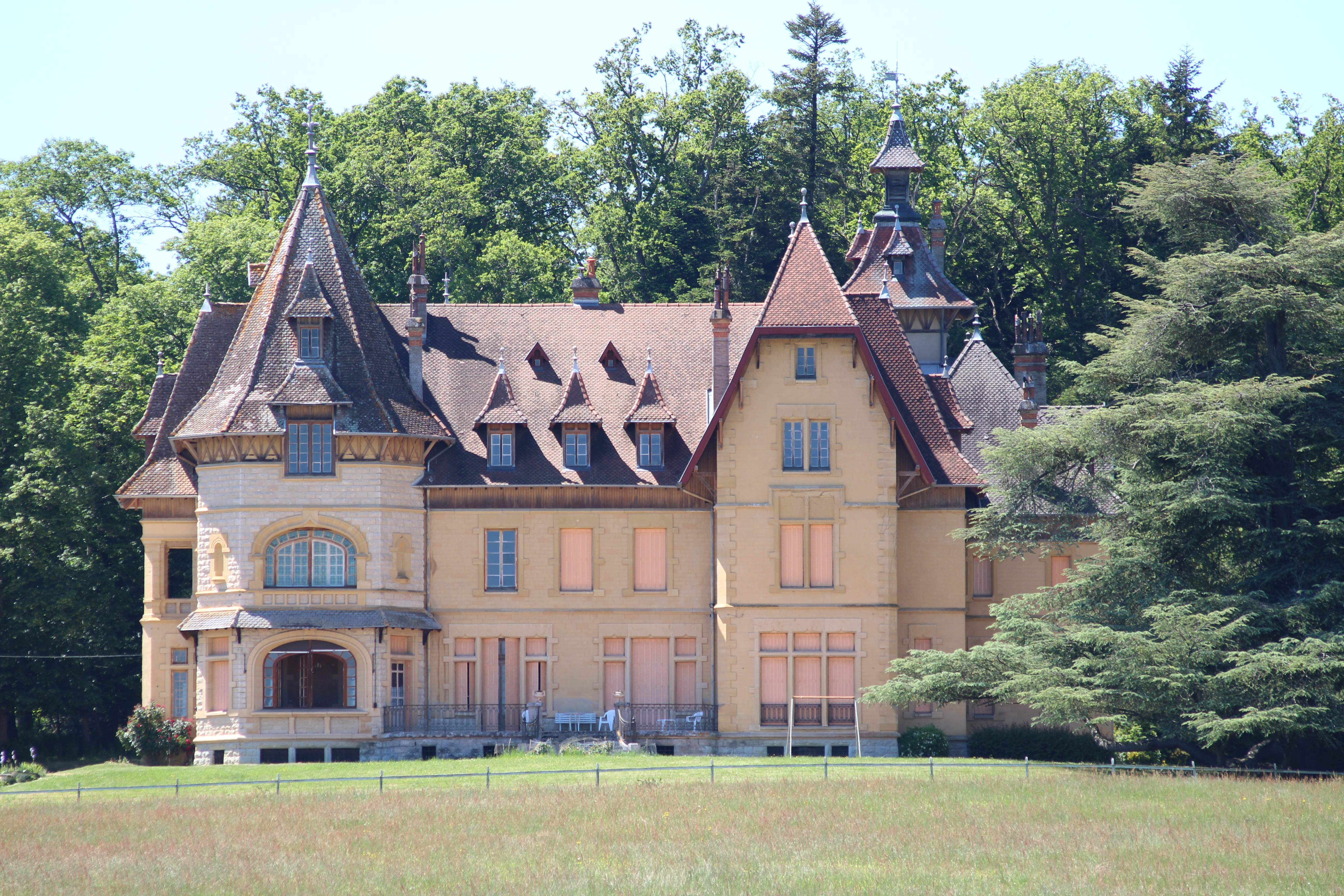
科尔塞勒城堡（法语：Château de Corcelles (Charolles)）

### 旅游
沙罗勒的旅游事务由其所属的大沙罗勒地区市镇公共社区负责。2022年，沙罗勒境内共有3家酒店共计36间房间；另有1个露营地，可容纳共53辆露营车。

### 媒体
法国主要的媒体均可在沙罗勒接收，法国电视三台下属的勃艮第-弗朗什-孔泰大区频道在部分时段播出沙罗勒所在索恩-卢瓦尔省的地方新闻。《索恩-卢瓦尔省日报》、蓝色法兰西勃艮第广播等是当地主要的地方性媒体。

## 相关人物
法国剧作家让-弗朗索瓦·巴亚尔、政治家夏尔·德莫勒、军事家夏尔·格里沃和厨师米歇尔·鲁出生于沙罗勒。

## 友好城市
截至2023年6月，沙罗勒暂未建立任何友好城市关系。